# 施萊斯比爾魏爾湖
49°10′03″N 10°45′20″E / 49.16751°N 10.75542°E
施萊斯比爾魏爾湖（德語：Schleißbühlweiher），是德國的湖泊，位於該國東南部，由巴伐利亞州負責管轄，處於魏森堡-貢岑豪森縣，長0.2公里、寬0.1公里，面積0.02平方公里，海拔高度426米，湖岸線長度0.5公里。